# Porsche 904
La 904 è un'autovettura da competizione costruita dalla Porsche tra il 1963 e il 1964.

## Sviluppo
Nata nel 1963, la 904, conosciuta anche come Porsche Carrera GTS, venne disegnata da Butzi Porsche, figlio di Ferry e nipote di Ferdinand Porsche.

## Tecnica
Come unità propulsiva veniva impiegato un motore boxer da 1966 di cilindrata che erogava la potenza di 180 cv. Tale propulsore veniva gestito da un cambio manuale a cinque rapporti, mentre l'impianto frenante era costituito da quattro freni a disco. La 904 fu la prima vettura Porsche ad impiegare un corpo vettura realizzato completamente in vetroresina

## Attività sportiva

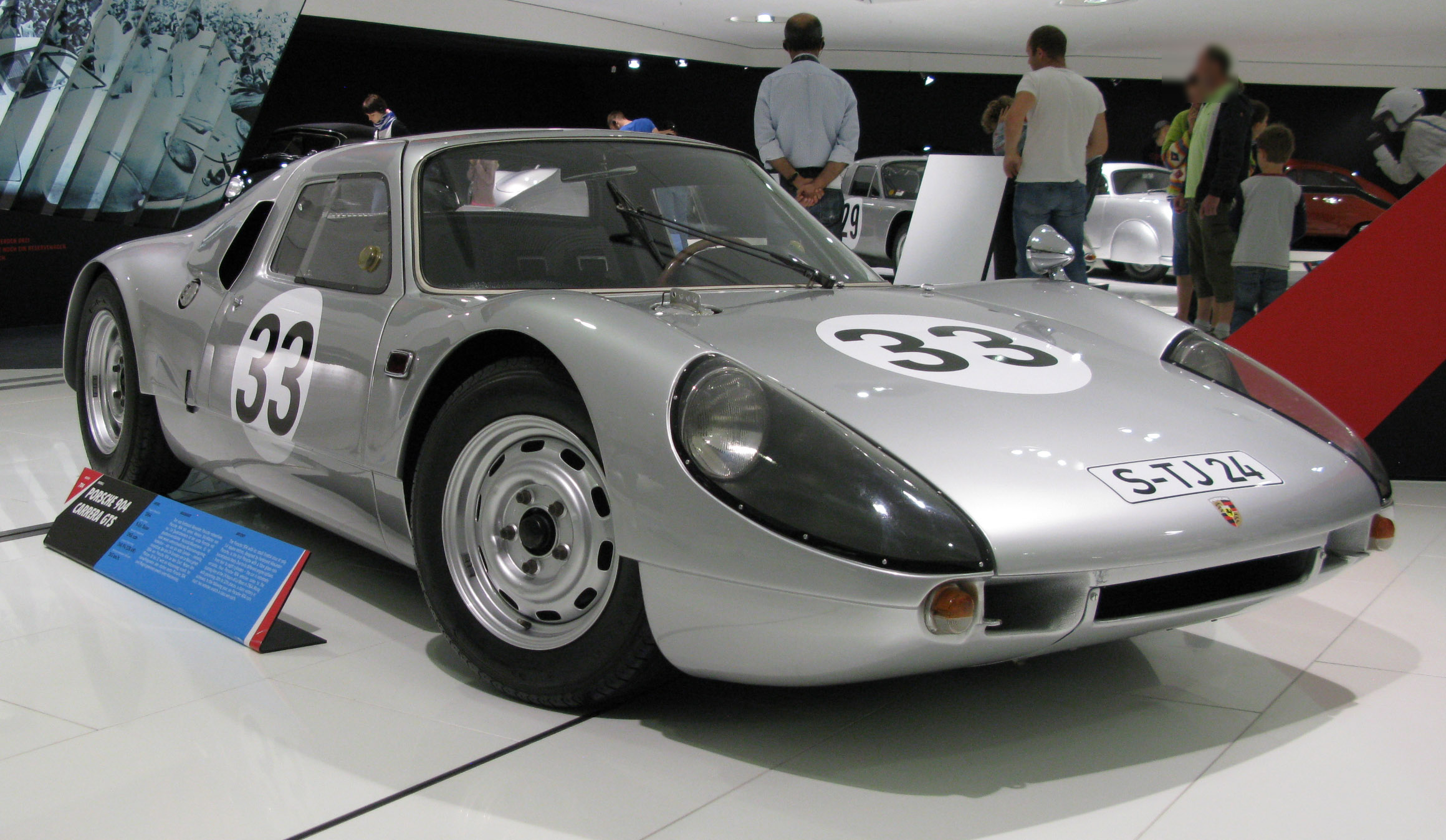
La 904 dell'equipaggio Davis-Mitter in gara alla 24 Ore di Le Mans 1965

La prima uscita in gara del mezzo avvenne nel 1964 alla 2000 km di Daytona. Pilotata da Chuch Cassel e Augie Pabst, la 904 venne costretta al ritiro da un guasto tecnico. Nonostante questo, nelle gare successive del Campionato del mondo sportprototipi 1964 la Carrera GTS riuscì ad imporsi in numerose prove, come la Targa Florio e la 1000 km di Monza.